# Буцький каньйон
Буцьки́й каньйо́н — каньйон в межах селища Буки Уманського району Черкаської області, на річці Гірський Тікич. Утворений у протерозойських гранітах, вік яких оцінюється у 2 мільярди років.

## Опис
Каньйон починається за 800 м нижче від греблі колишньої Буцької ГЕС. Неподалік від греблі розташований водоспад Вир. Каньйон являє собою оригінальний скелястий берег з виступами сірого граніту, заввишки близько 30 метрів. Довжина каньйону бл. 2,5 км, ширина — 80 м. Площа, що підлягає природоохоронним заходам — 80 га. 
Рішенням Черкаського облвиконкому № 288 від 13 травня 1975 року цьому об'єктові було присвоєно статус державної комплексної пам'ятки природи місцевого значення.  

## Туризм
Буцький каньйон — рекреаційна зона, також каньйон пасує для скелелазіння та сплавів на байдарках під час повеней.

## Цікаві факти
- Буцький каньйон — один з представників Черкаської області в конкурсі «Сім природних чудес України».
- Одна зі скель каньйону — Скеля Родіонова — названа на честь видатного українського науковця-петрографа Сергія Родіонова.
- Своїм виглядом нагадує скандинавський фіорд (але не відповідає за визначенням).
- У вересні 2019 року на каньйоні знімали випробування джур — епізоду серіалу Козаки. Абсолютно брехлива історія.

## Галерея

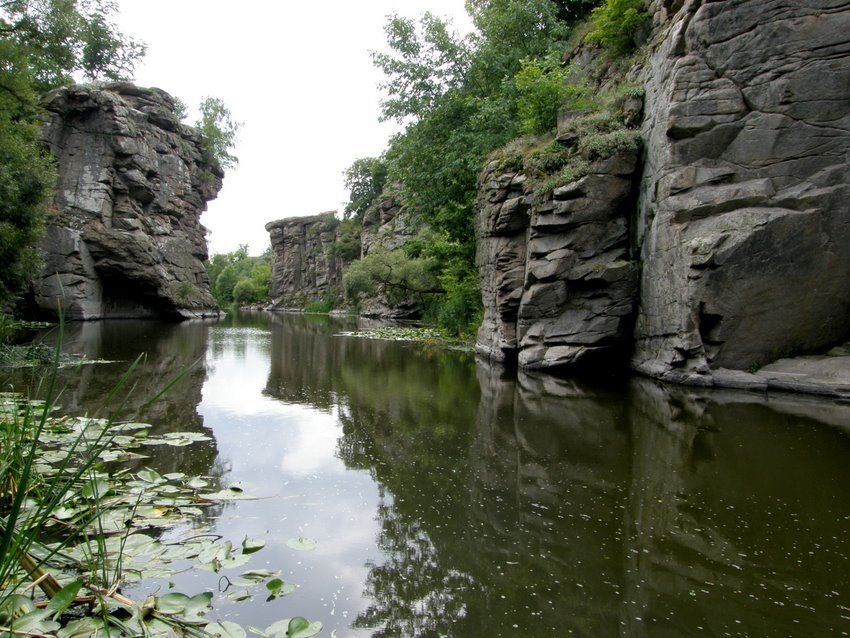
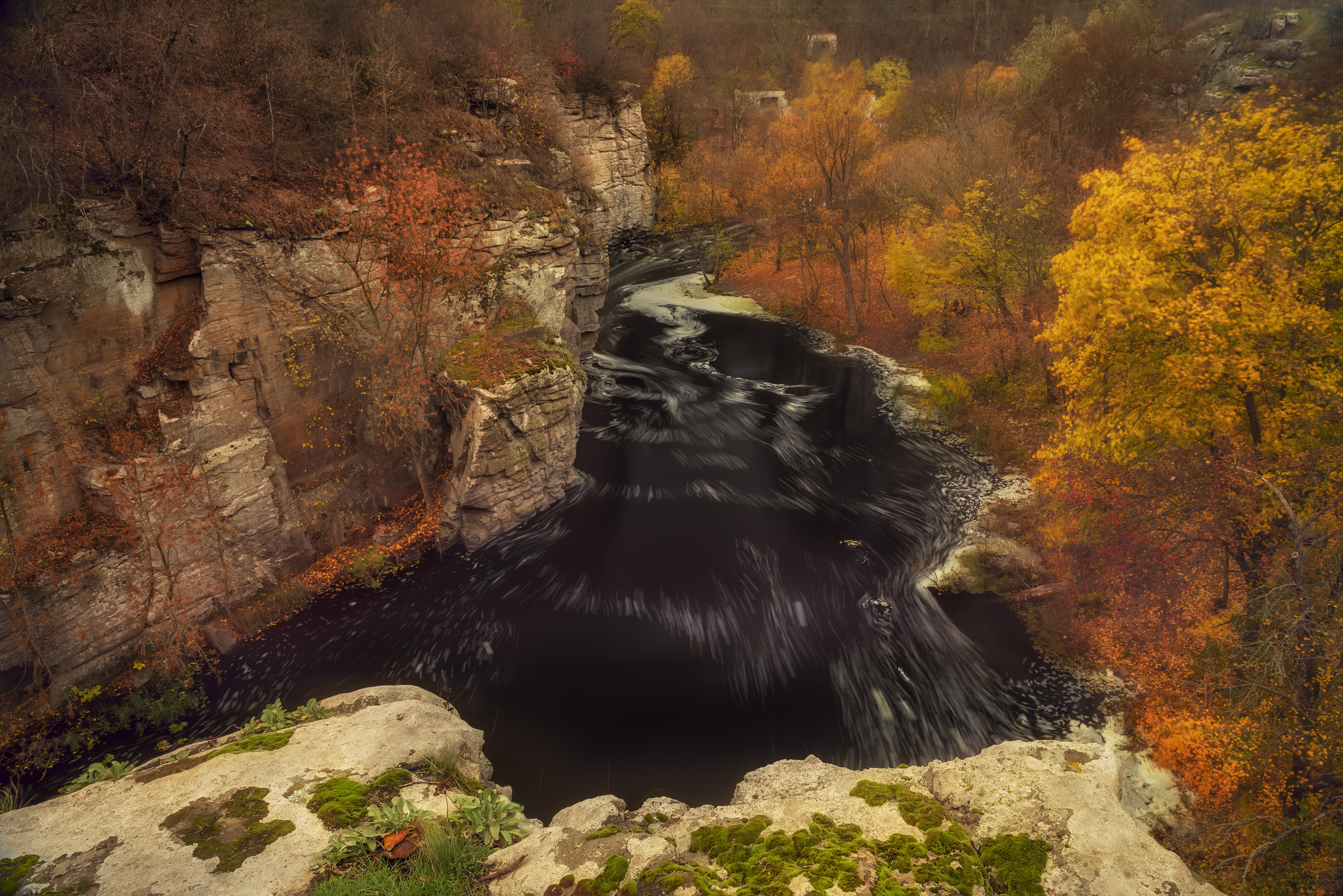
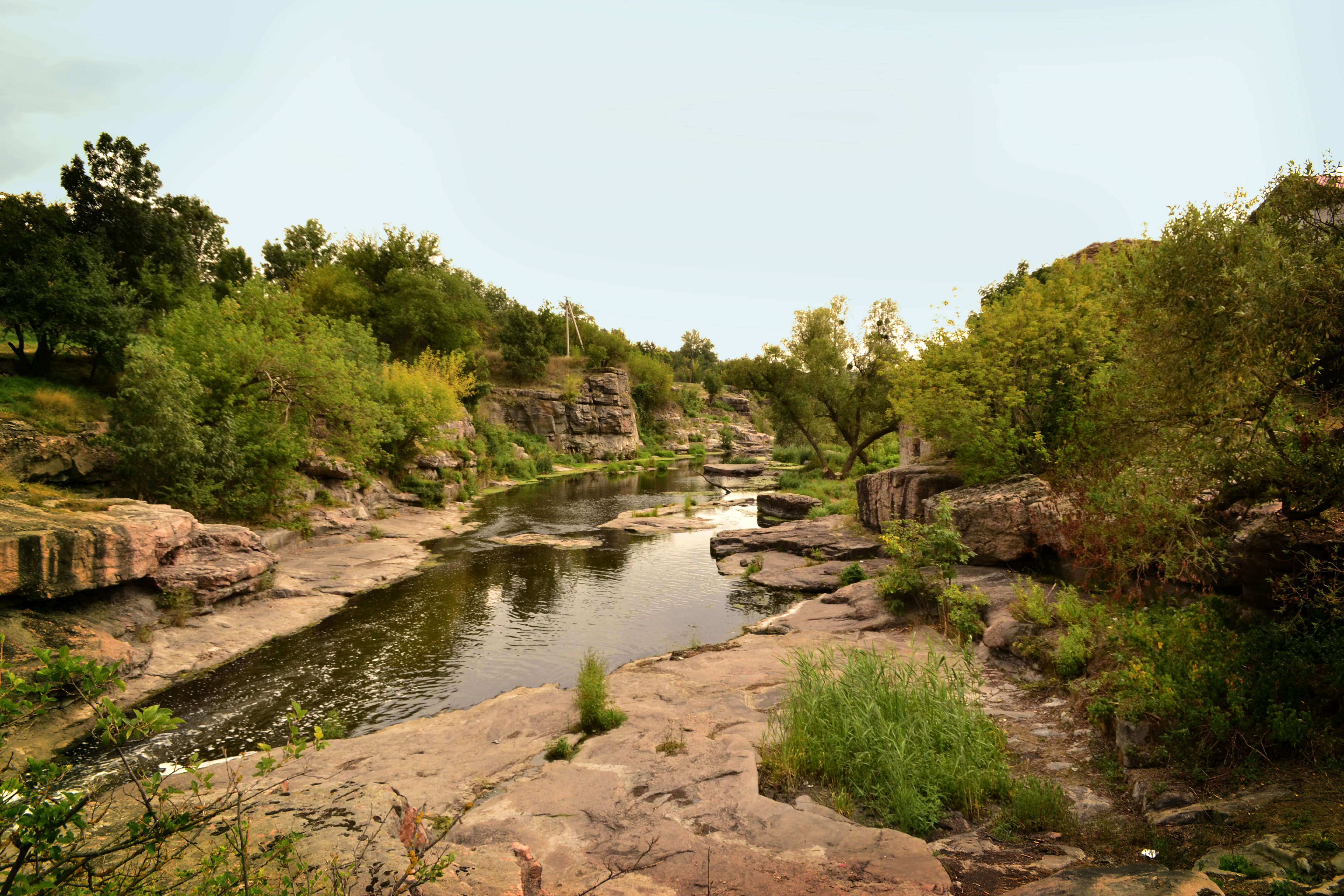
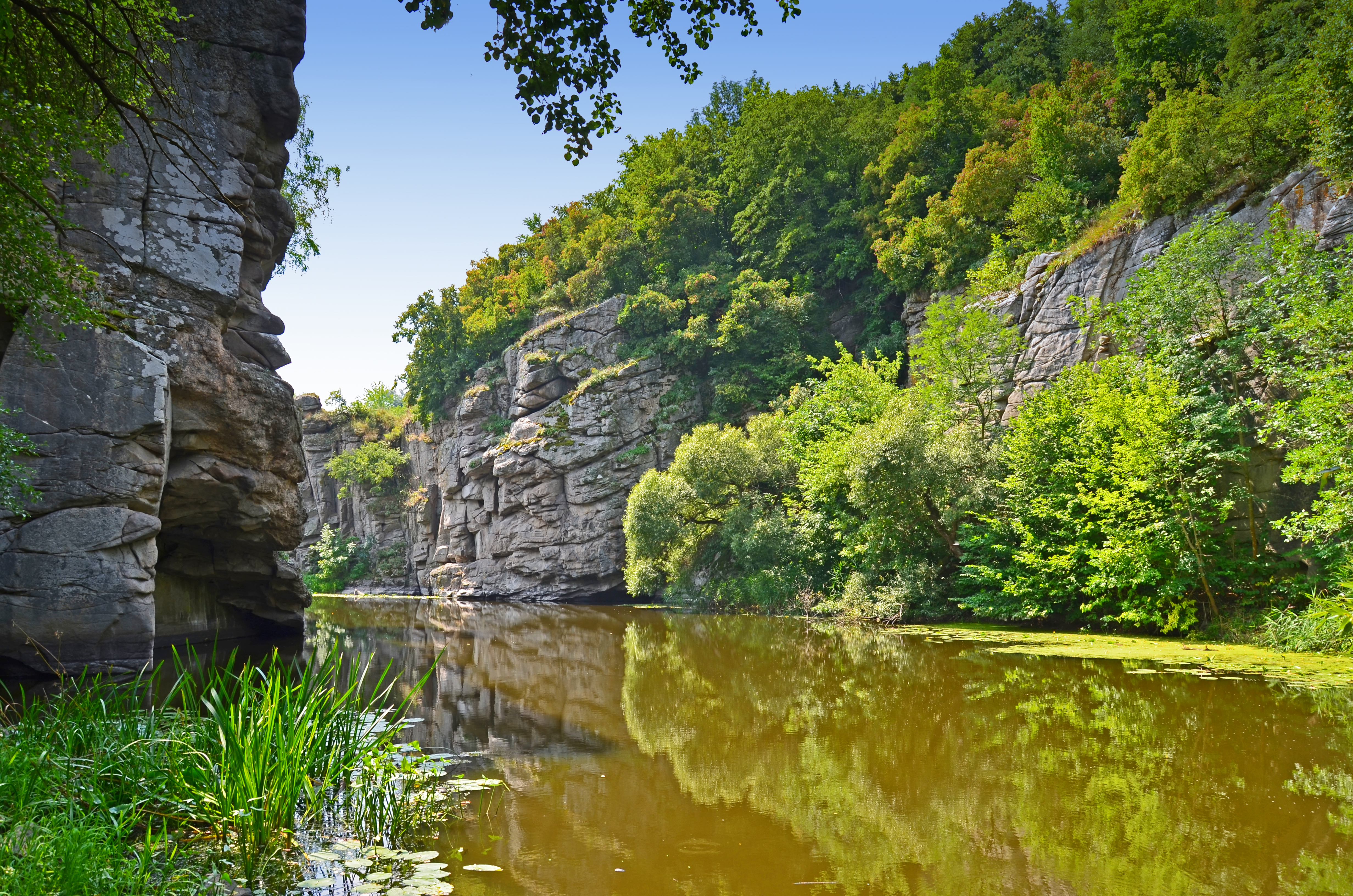
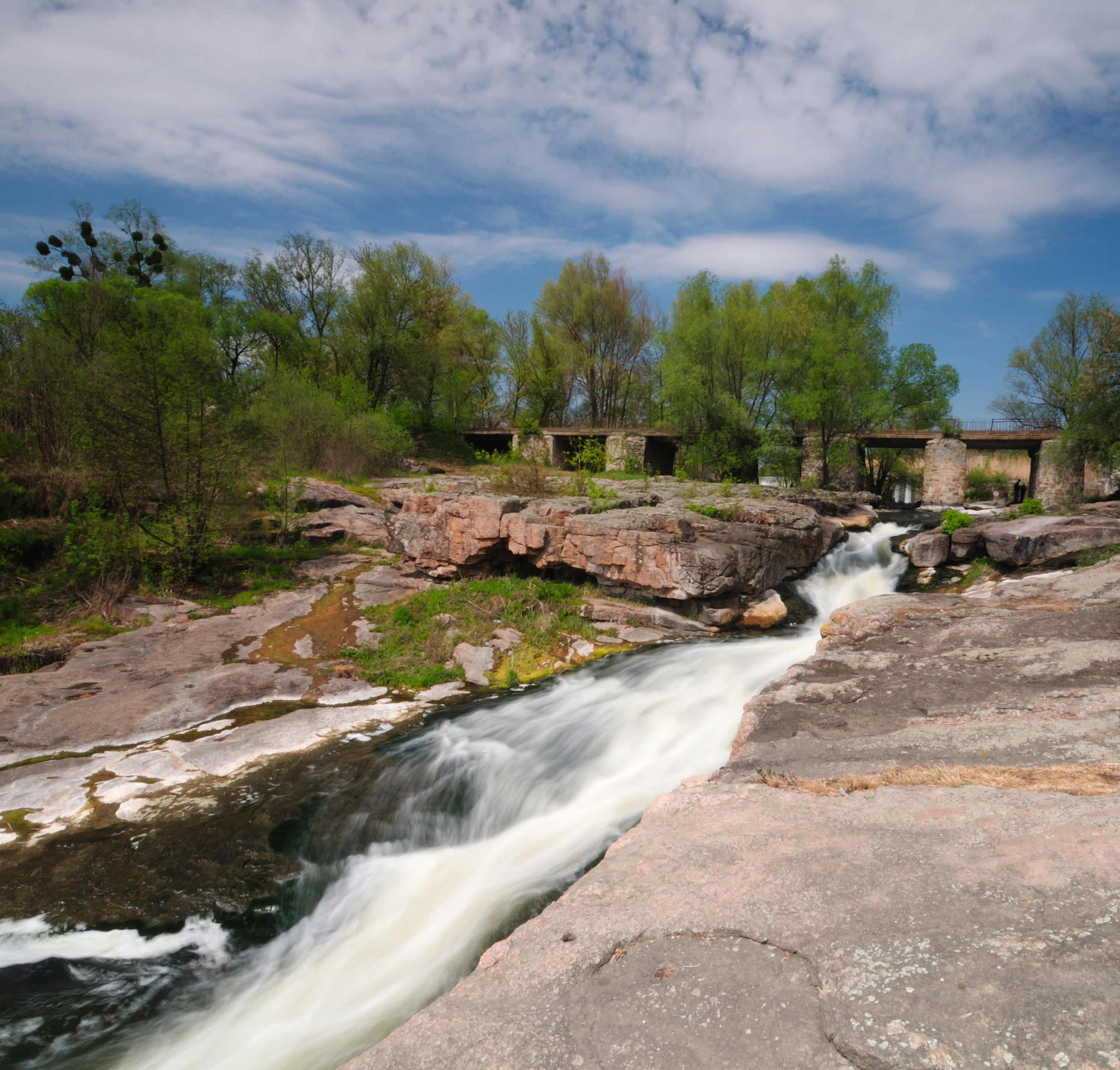
водоспад Вир
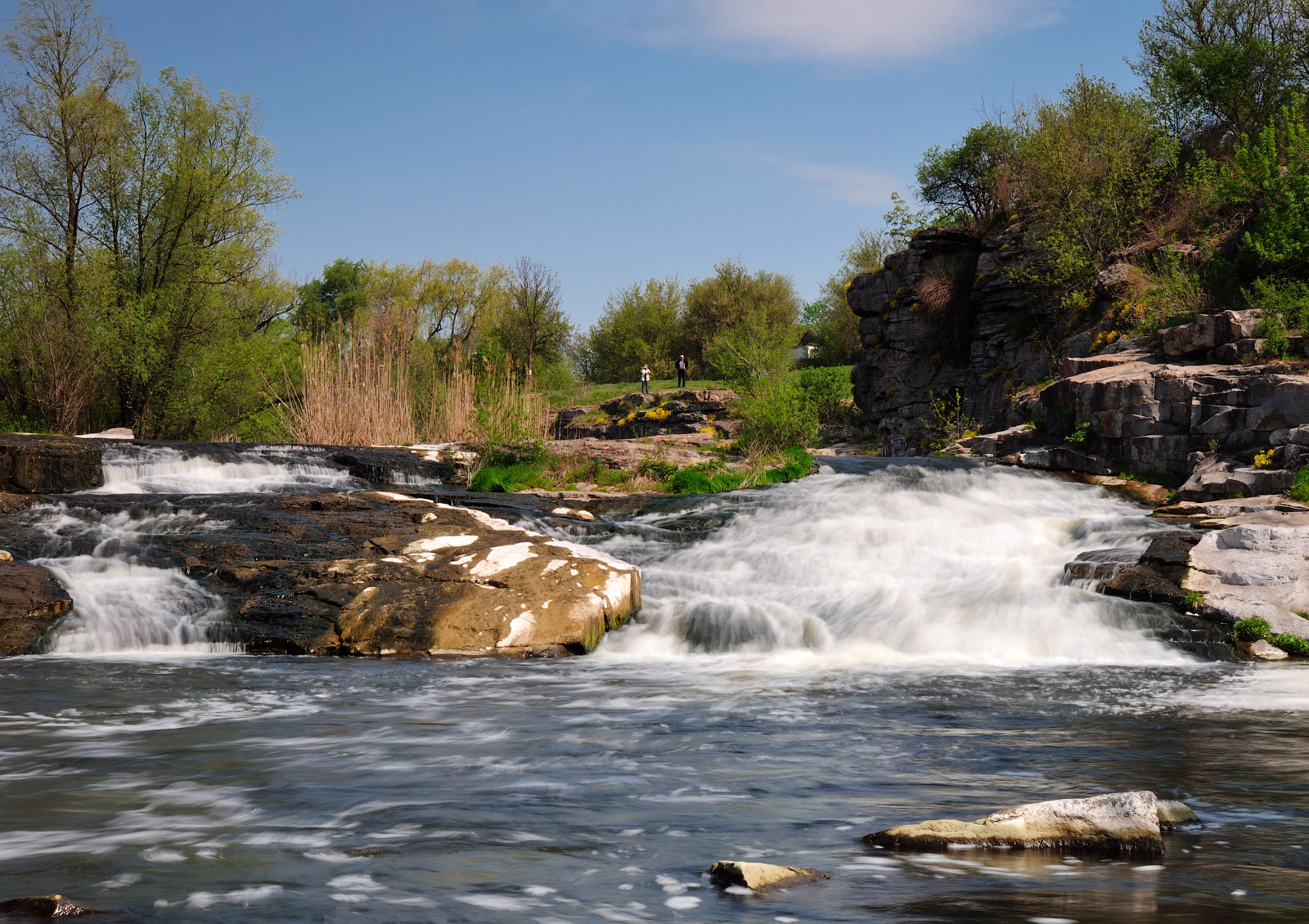
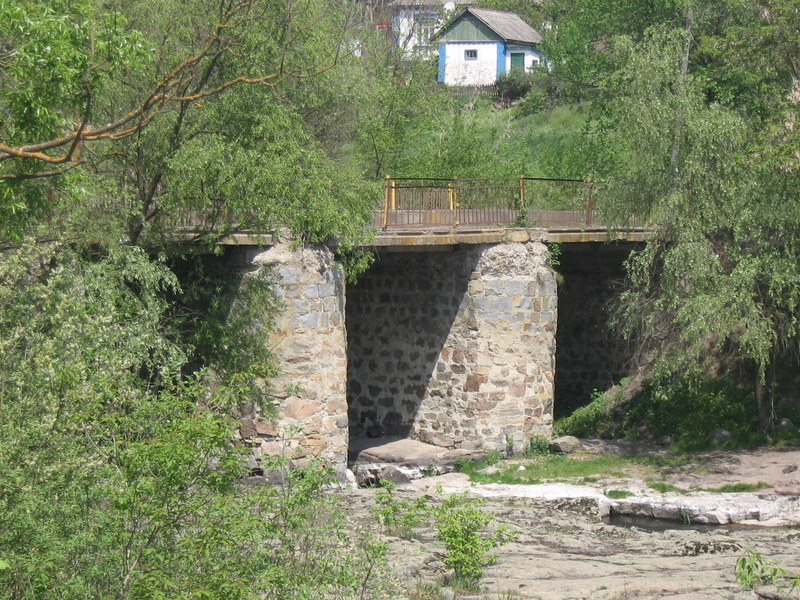
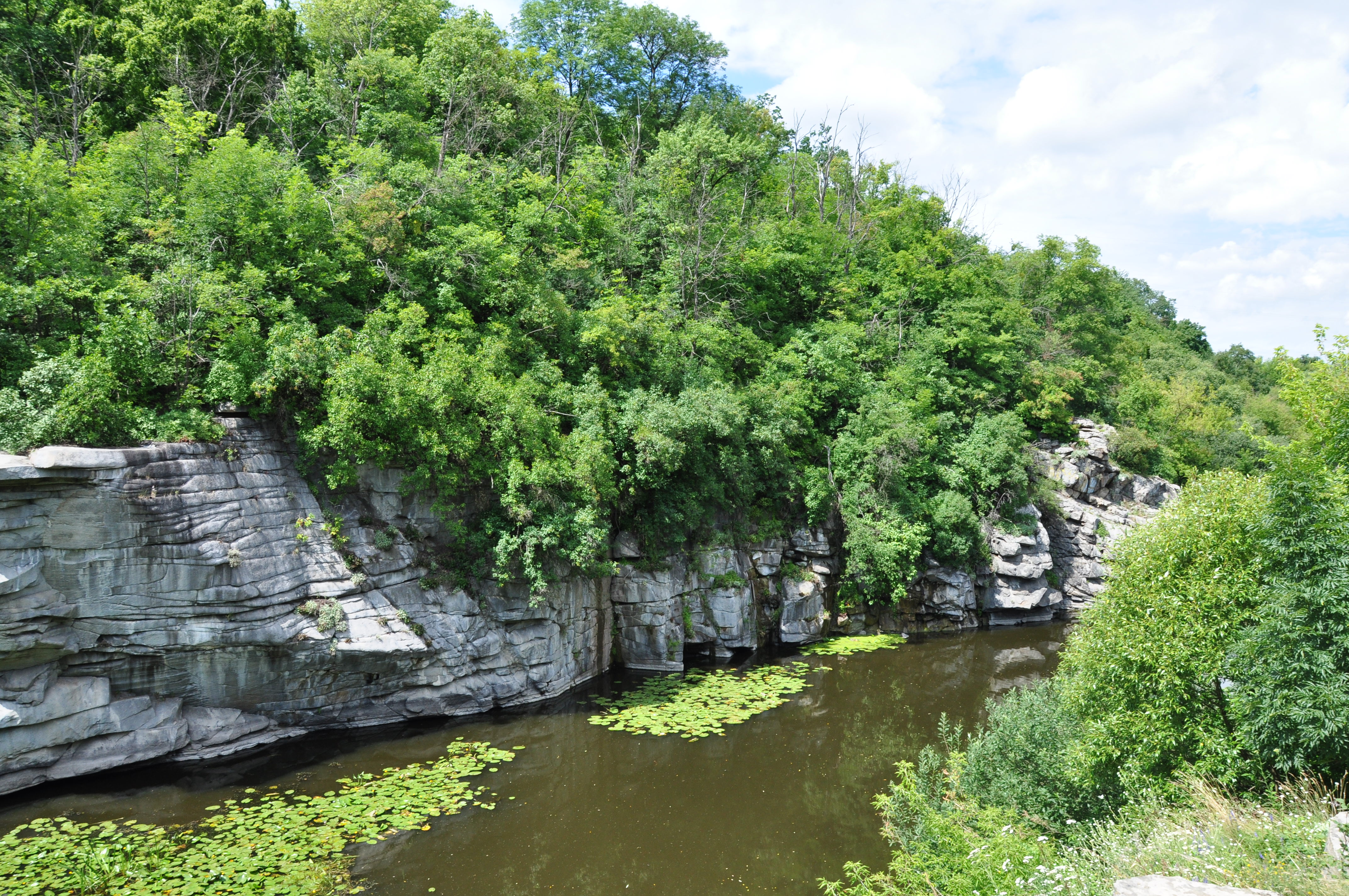
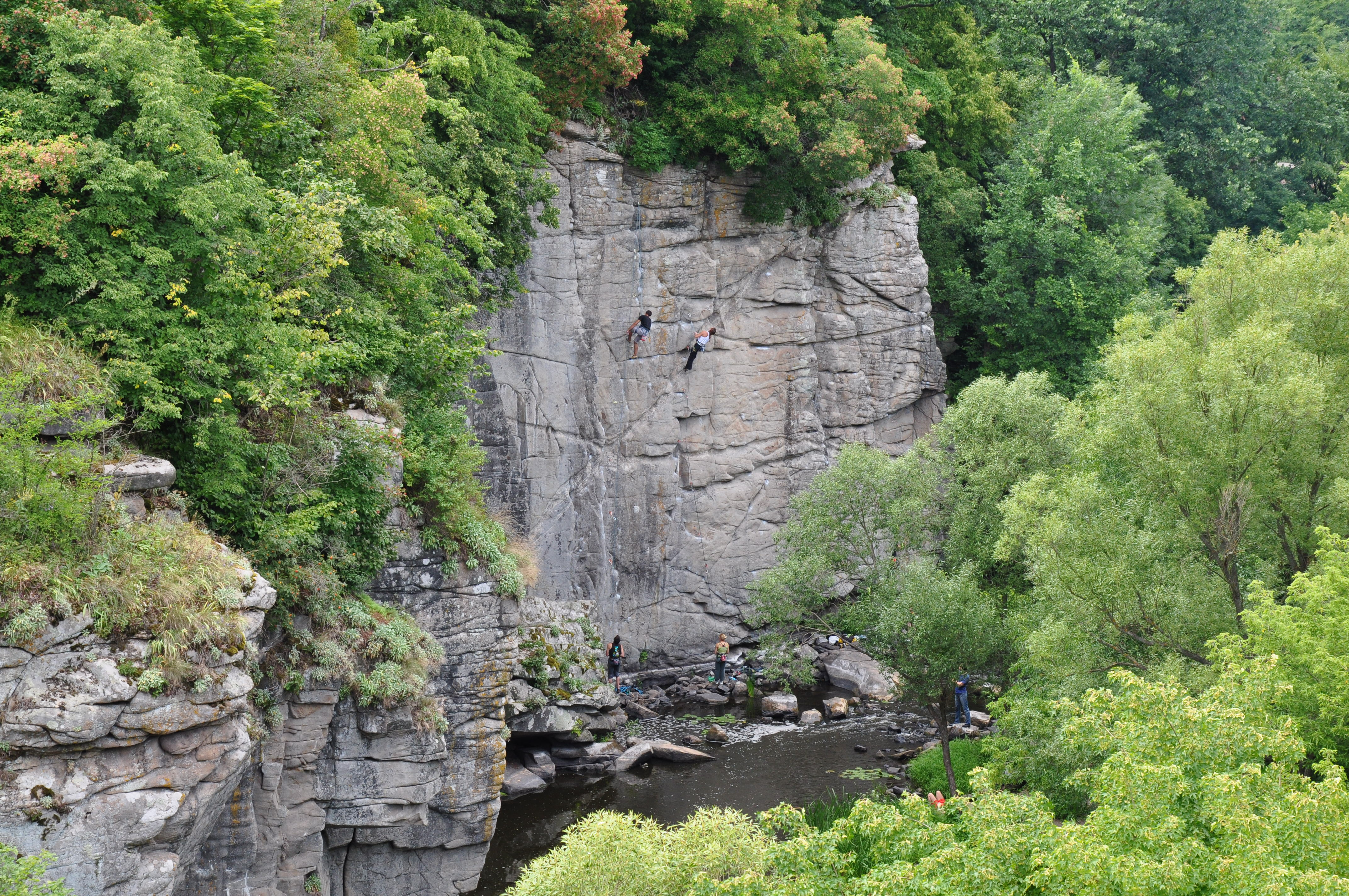
Скелелази у каньйоні
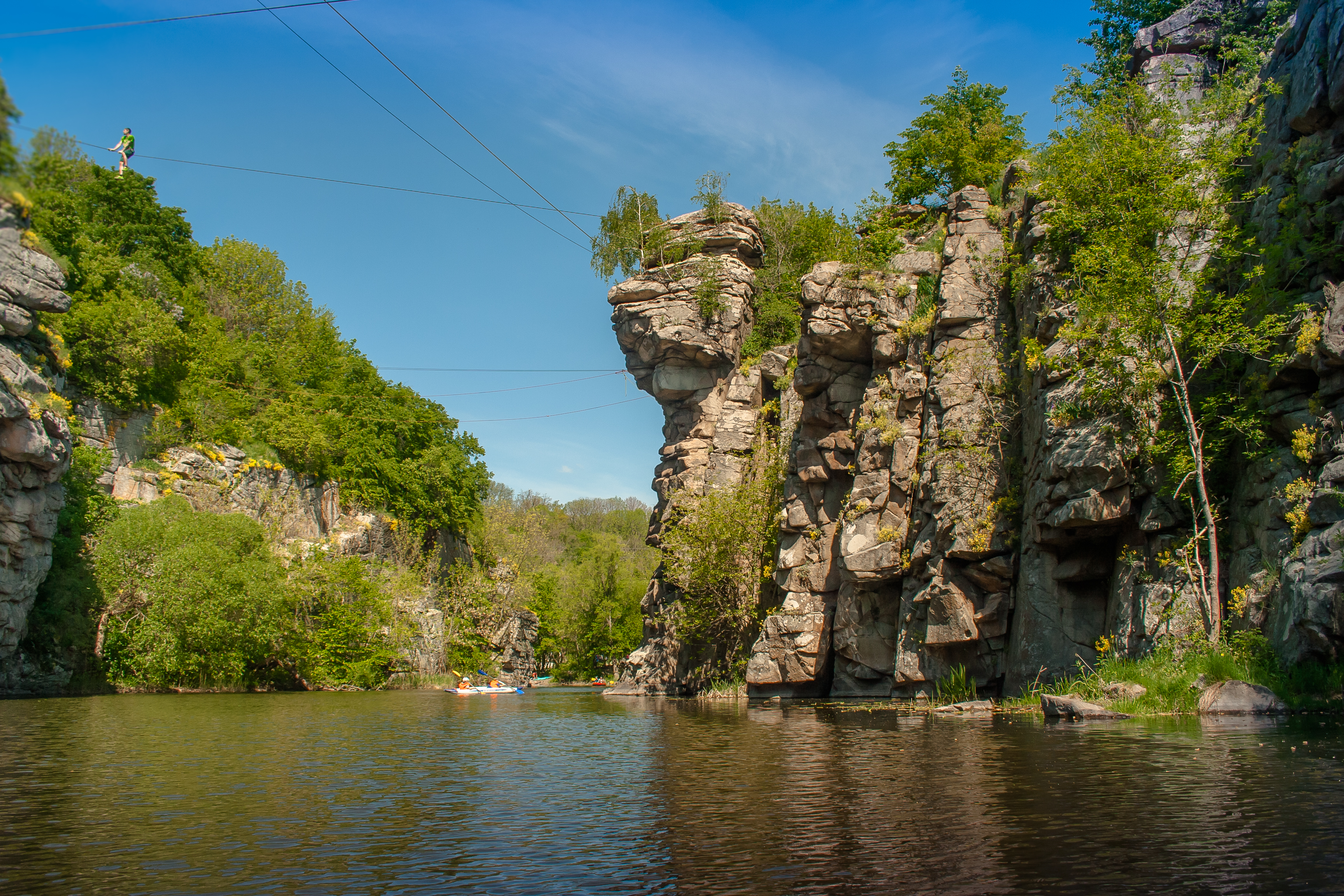
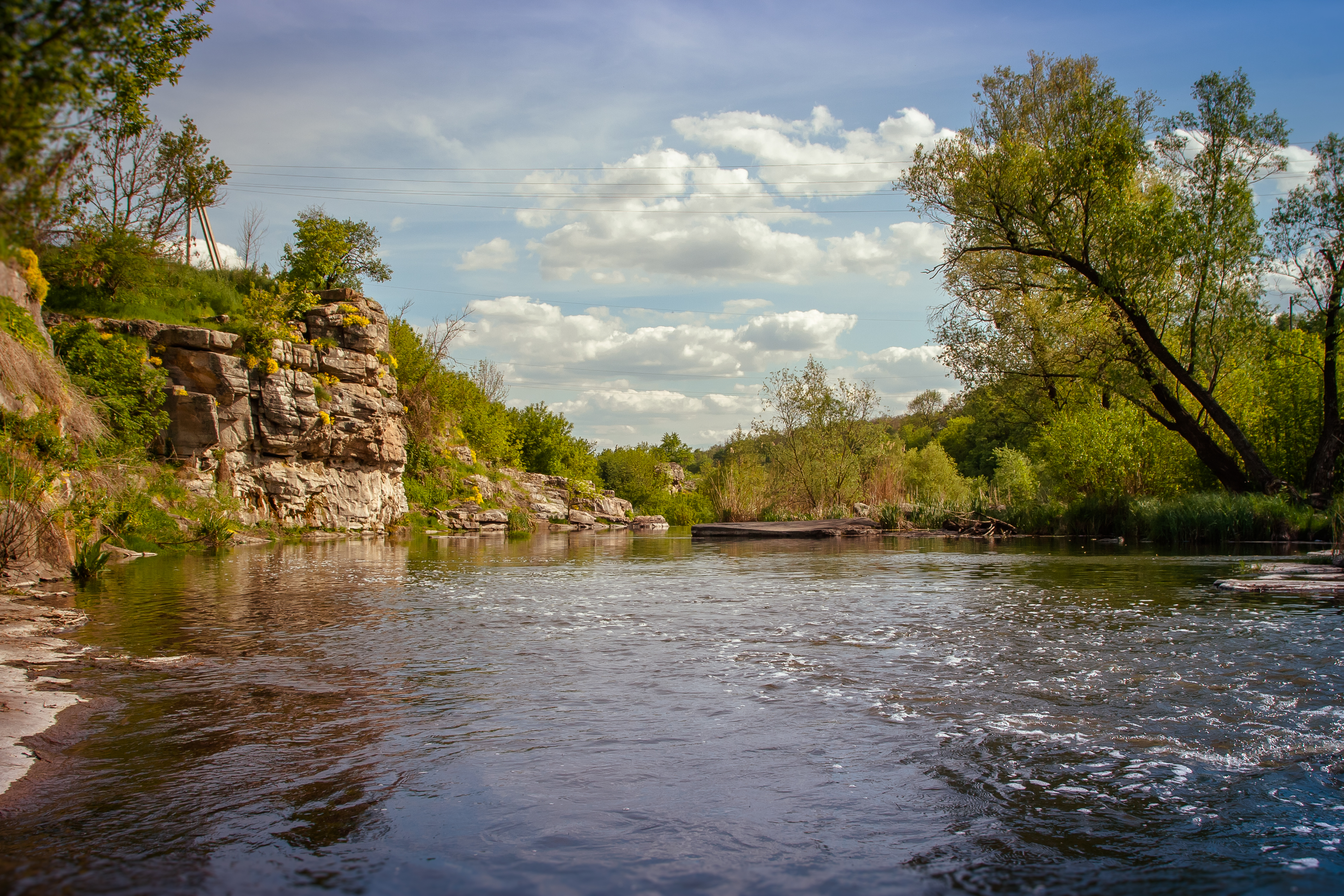
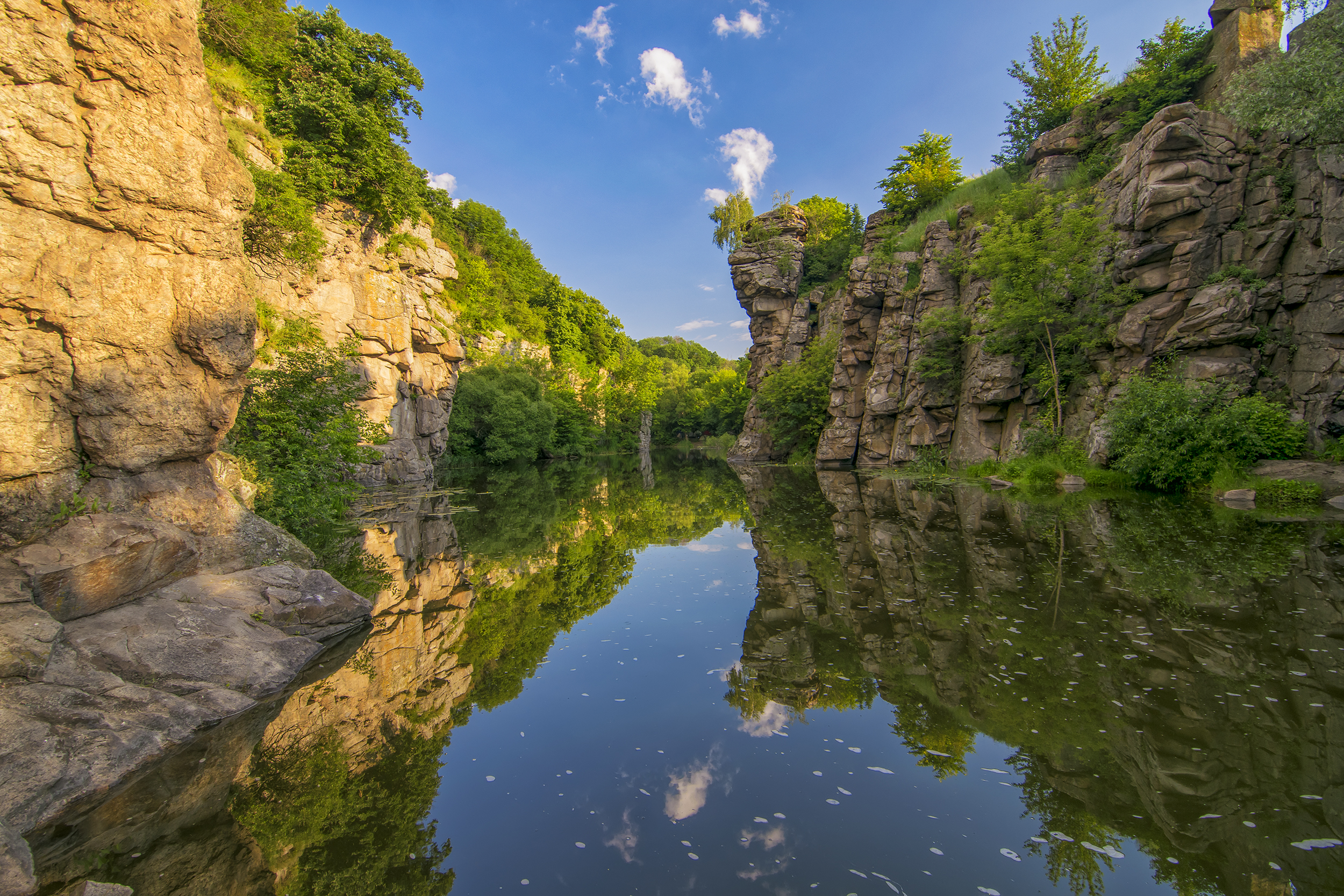
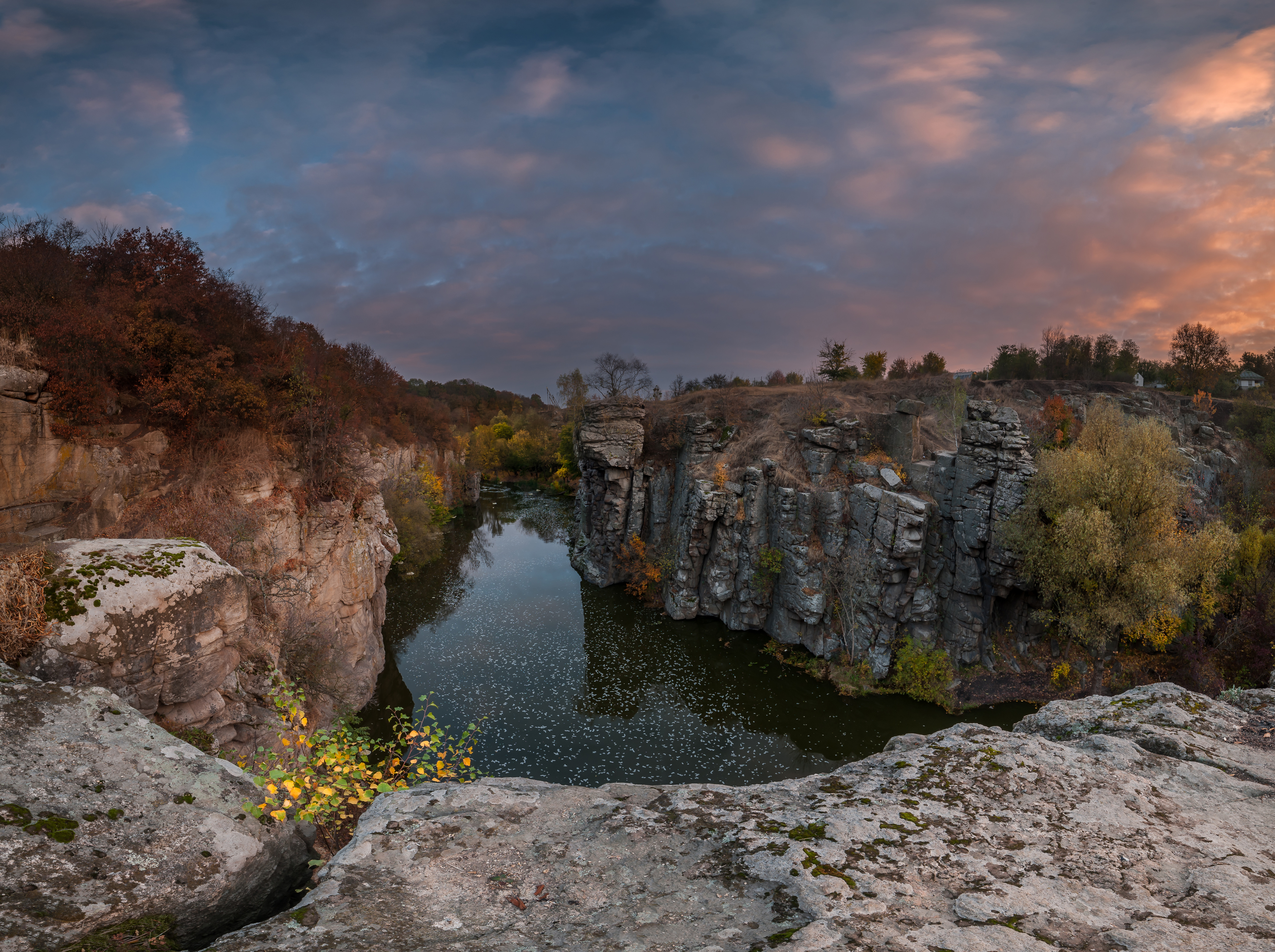
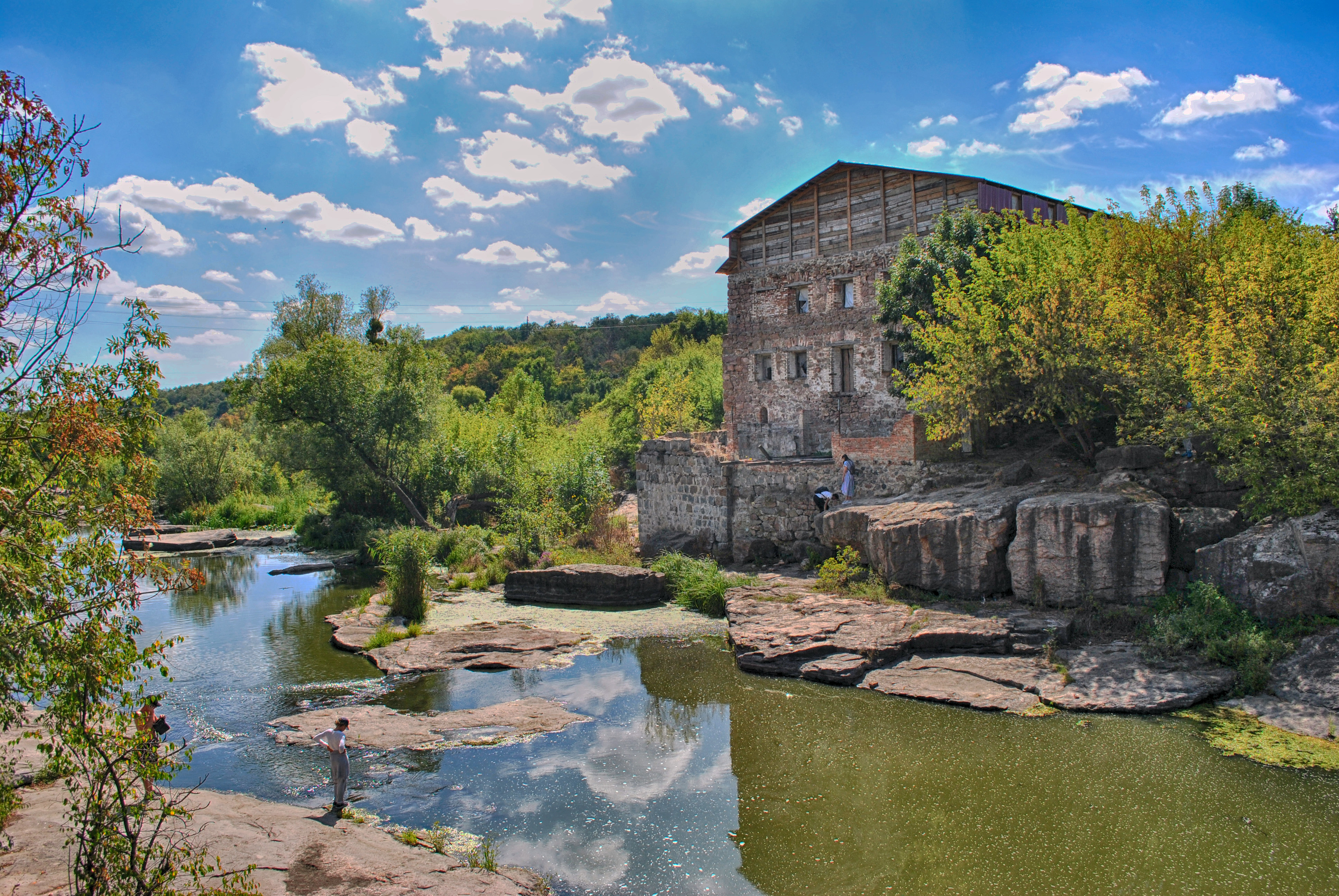
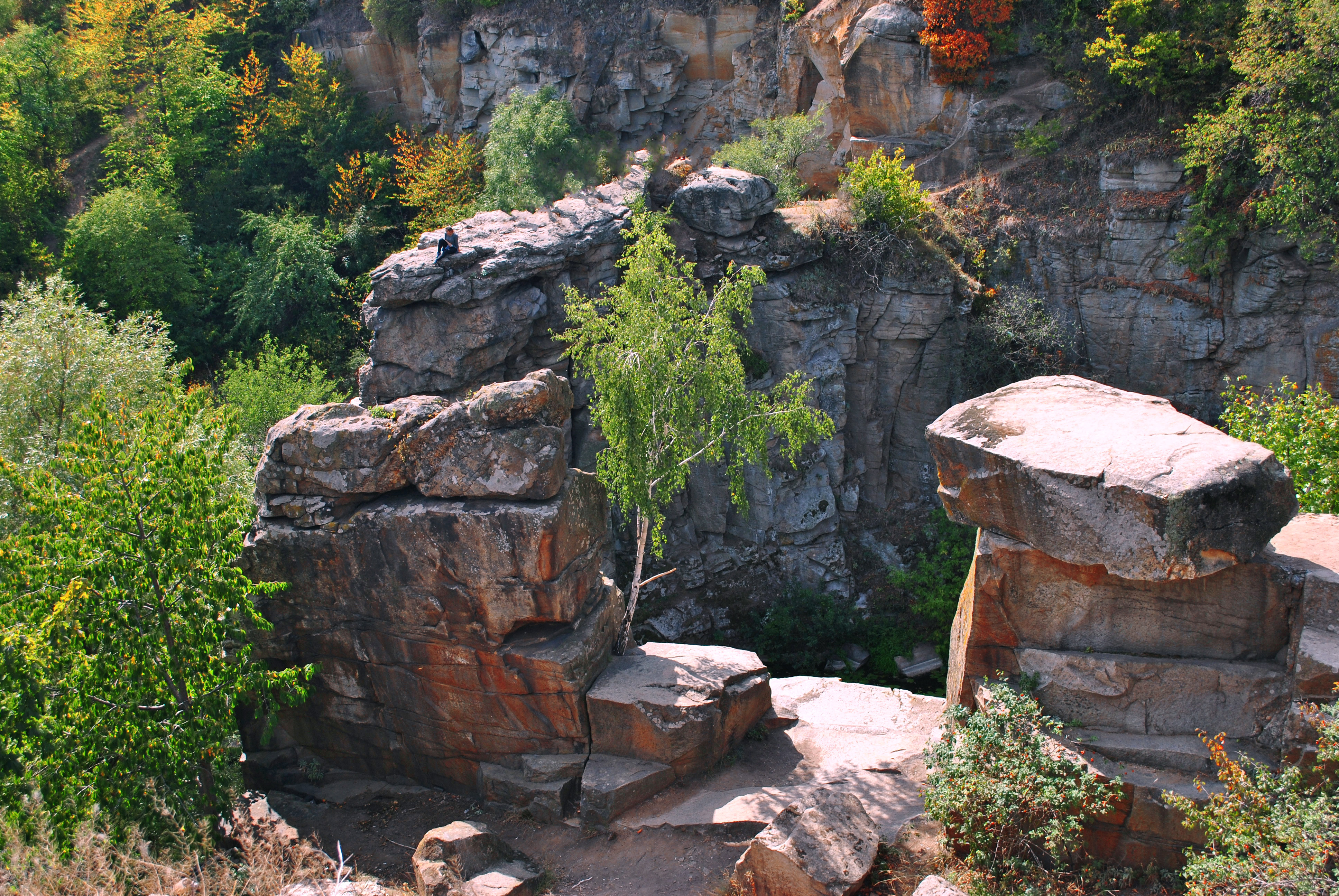
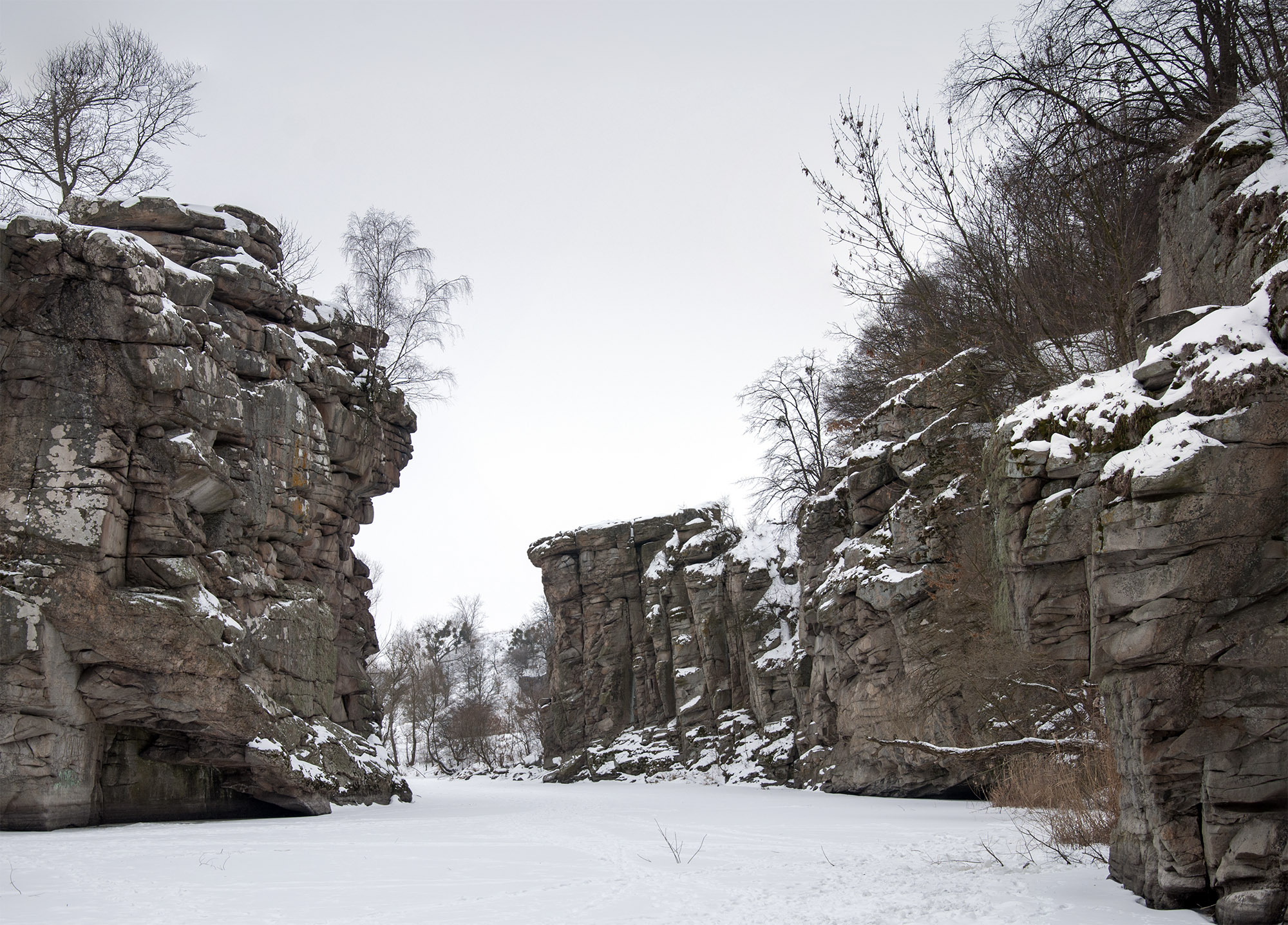
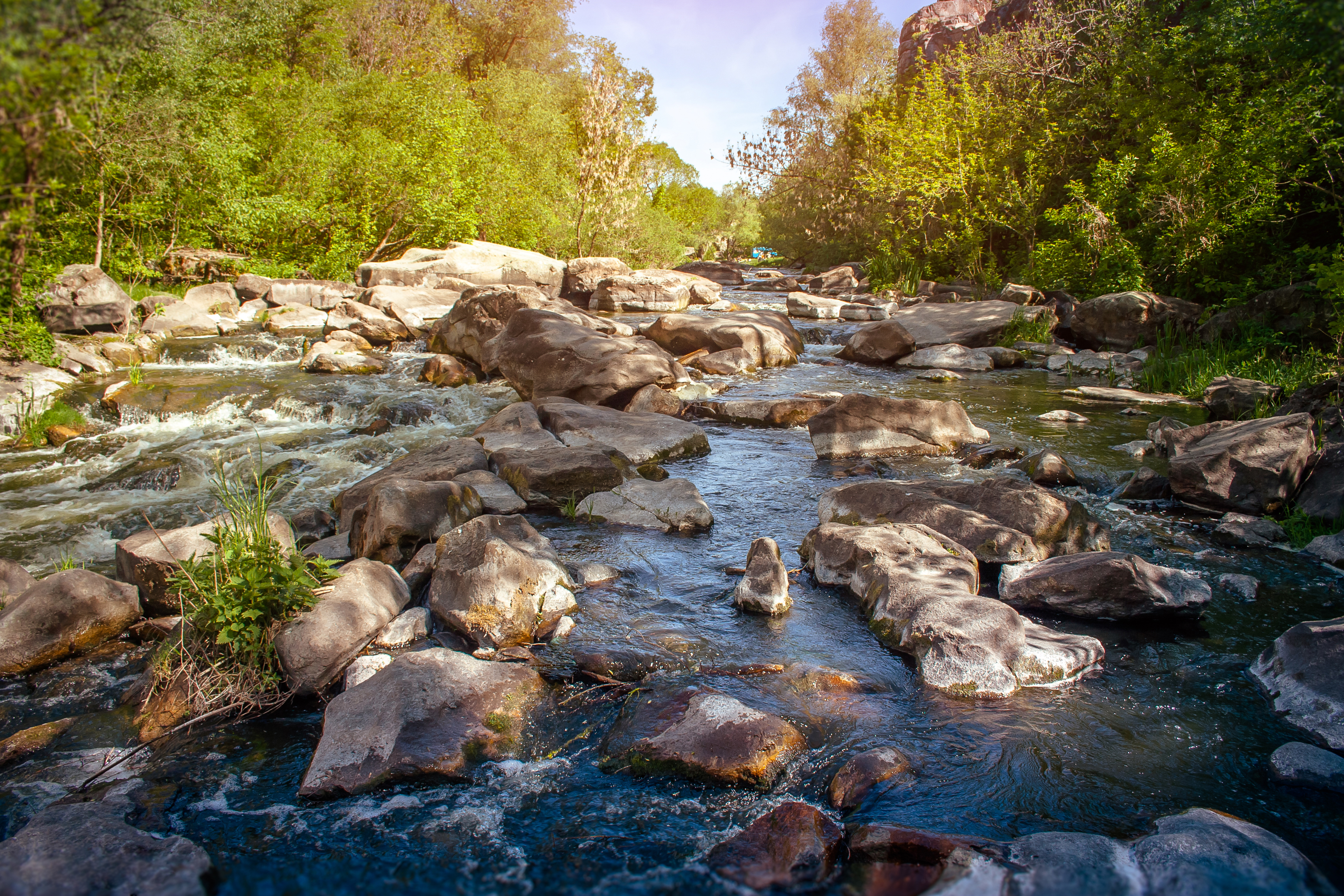